# That '80s Show
That '80s Show was een Amerikaanse sitcom, die in de Verenigde Staten uitgezonden werd van januari tot mei 2002.

## Geschiedenis
In 2002 startte FOX met That 80's Show, dat gezien kan worden als een jaren 80-variant op That 70's Show. In totaal zijn er 13 afleveringen gemaakt van 30 minuten. Na het eerste seizoen werd de serie door FOX stopgezet, vanwege tegenvallende kijkcijfers.
De show speelt zich af in 1984 en draaide om Corey Howard, een werkeloze muzikant, zijn collega's, vrienden en familie. Ook zijn relatie met Tuesday, die na een aantal afleveringen steeds meer op de voorgrond kwam, was een belangrijk uitgangspunt van de serie. De serie werd aangekleed met typische jaren 80 verschijnselen en muziek.
Evenals in That 70's Show, hadden diverse iconen uit de jaren 80, als Pat Benatar, Tiffany en Debbie Gibson, gastrollen in de serie. De openingstune van de serie was een ingekorte versie van het nummer Eighties van Killing Joke.

## Rolverdeling
- Glenn Howerton: Corey Howard
- Chyler Leigh: June Tuesday
- Eddie Shin: Roger
- Tinsley Grimes: Katie Howard
- Brittany Daniel: Sophia
- Geoff Pierson: Howard
- Margaret Smith: Margaret

## Afleveringen
1. Pilot
2. Valentine's Day
3. Tuesday Comes Over
4. Corey's Remix
5. My Dear Friend
6. Spring Break'84
7. Katie's Birthday
8. After the Kiss
9. Double Date
10. Punk Club
11. Road Trip
12. Beach Party
13. Sophia's Depressed